# فریدون تنکابنی
فریدون تنکابنی (۱۳۱۶ – ۷ مهر ۱۴۰۳) نویسنده و طنزپرداز ایرانی بود. تنکابنی از اعضای بنیان‌گذار کانون نویسندگان ایران بود؛ او در سال ۱۳۵۸ به دلیل حمایت از حزب توده ایران، همراه با چهار عضو دیگر از این نهاد کنار گذاشته شد. تنکابنی در سال ۱۳۶۲ با سرکوب اعضا و هواداران حزب توده، ایران را به مقصد آلمان ترک کرد و نوشته‌های خود را در نشریات گوناگون یا به صورت کتاب منتشر کرد.
تنکابنی نخستین داستان خود مردی در قفس را در آغاز دهه ۱۳۴۰ نوشت و پس از آن در طول همکاری با نشریات به طنز سیاسی گرایش پیدا کرد. به نظر برخی منتقدان، به سخره گرفتن حاکمان از ویژگی آثار او است. بطوریکه انتشار یادداشت‌های شهر شلوغ در سال ۱۳۴۸ موجب شد بازداشت او شد.

## زندگی

### پیش از انقلاب
فریدون تنکابنی در سال ۱۳۱۶ در خانواده‌ای فرهنگی در تهران زاده شد. پدرش دبیر و مدیر دبیرستان و مادرش آموزگار بود. خود او نیز پس از پایان تحصیل، دبیر زبان و ادبیات فارسی شد. تنکابنی نوشتن را در دهه ۱۳۳۰ آغاز کرد. او در سال ۱۳۴۰ نخستین داستان خود را به نام مردی در قفس منتشر کرد که لحنی رمانتیک داشت. این کتاب از دید نگارش، حرفه‌ای نبود. اما پرداختن طنزآمیز با موضوعات روز رویکرده تازه‌ای بود. اما انتشار کتاب اسیر خاک در سال ۱۳۴۱ با امضای «ف. ت. آموزگار» جایگاه او را به عنوان یک نویسنده تثبت کرد. او سپس با نشریات ادبی ایران به همکاری پرداخت. نوشته‌های او بیشتر گرایش طنز داشتند. کتاب ستاره‌های شب تیره در سال ۱۳۴۷ دیگر نوشته او بود.
پس از انتشار یادداشت‌های شهر شلوغ در سال ۱۳۴۸ ساواک این کتاب را توقیف و خود او را نیز بازداشت کرد. تنکابنی در دادگاه نظامی محاکمه و به شش ماه زندان محکوم شد. اما عملا بیش از این مدت در زندان نگاه داشته شد. زندان باعث شد تنکابنی در لحن خود بی‌پرواتر شود. او پس از آزادی، کتاب اندوه سترون بودن را بدون مجوز وزارت فرهنگ و هنر منتشر کرد. با انتشار این کتاب ساواک او را دوباره دستگیر کرد و به دلیل داشتن سوءپیشینه، در همان دادگاه نظامی به دو سال زندان محکوم شد. او پس از زندان، اجازه کار معلمی نیافت و به بخش اداری آموزش منتقل شد. تنکابنی از سخنرانان شبهای نویسندگان و شاعران ایران معروف به ده شب شعر انستیتو گوته در سال ۱۳۵۶ بود. سختگیری ساواک در مورد آثار فریدون تنکابنی به جایی رسید او دیگر اجازه انتشار کتاب نداشت، اما پیروزی انقلاب ۱۳۵۷ کتاب‌های او بار دیگر منتشر شدند.

### اخراج از کانون نویسندگان ایران
تنکابنی از اعضای بنیان‌گذار کانون نویسندگان ایران در سال ۱۳۴۸ بود. این انجمن از نهادهای وابسته به حزب توده ایران به‌شمار می‌رفت. او در برخی دوره‌های این تشکل در هیئت دبیران آن حضور داشت. 
در سال ۱۳۵۸ خورشیدی، هیئت دبیران کانون نویسندگان ایران که عبارت از باقر پرهام، احمد شاملو، محسن یلفانی، غلامحسین ساعدی و اسماعیل خوئی بودند تصمیم به اخراج فریدون تنکابنی، م.ا. به‌آذین، سیاوش کسرائی، هوشنگ ابتهاج و برومند گرفتند. این تصمیم نهایتاً به تأیید مجمع عمومی کانون نویسندگان ایران رسید و منجر به اخراج کل عناصر توده‌ای، به همراه این پنج تن از کانون نویسندگان ایران شد.

### فرار به آلمان
در سال ۱۳۶۲ و یورش حاکمیت جمهوری اسلامی برای دستگیری اعضا و هواداران حزب توده به اتهام جاسوسی، تنکابنی فراری شد و در اواخر همان سال ناگزیر از کشور گریخت. تنکابنی از راهی ناهموار و دشوار خود را به آلمان غربی رساند و تا آخر عمر خود در شهر کلن زندگی کرد. او در آلمان نیز تا مدتی با حزب توده رابطه داشت اما سرانجام از فعالیت‌های حزبی دست کشید. تنکابنی با طنز سیاسی خود به ویژه از اواخر دهه ۱۳۴۰ تا پایان ۱۳۵۰ خوانندگان بیشمار داشت. از میان هجده کتابی که او منتشر کرد به ویژه کتاب‌های یادداشت‌های شهر شلوغ، ستاره‌های شب تیره و اندوه سترون بودن شهرت بیشتری دارند. او در خارج از ایران به فعالیت مطبوعاتی خود ادامه داد و نوشته‌های خود را در نشریات گوناگون یا به صورت کتاب منتشر کرد.
تنکابنی در آثار خود بیشتر به انتقاد اجتماعی و زندگی بی‌امید معلمان و کارمندان می‌پرداخت.

## زندگی شخصی
تنکابنی سه دختر و یک پسر به نام‌های بیتا، ترگل، پریسا و کیوان داشت.